# أوكتافيو أورتيز أريتا
أوكتافيو أورتيز أريّتا (بالإسبانية: Octavio Ortiz Arrieta)‏ هو كاهن كاثوليكي بيروفي، ولد في 19 أبريل 1879 في ليما في بيرو، وتوفي في 1 مارس 1958 في شاشابوياس في بيرو.